# Kamp De Vecht
Kamp De Vecht was gedurende de Tweede Wereldoorlog een rijkswerkkamp bij Dalfsen in de Nederlandse provincie Overijssel.

## Geschiedenis

### Werklozen
Het kamp werd in november 1940 gebouwd en in april 1941 geopend ter bestrijding van de grote werkloosheid. De eerste bewoners kwamen er vrijwillig en werden door de Heidemaatschappij aan het werk gesteld in de omgeving van kasteel Rechteren, waar grond geëgaliseerd moest worden. Een jaar later werden de werkeloze bewoners door de Duitsers vervangen door Joden, zij werden net als de voormalige bewoners te werk gesteld in de omgeving en moesten vooral sloten graven.

### Joden
In het begin hadden de Joden bewegingsvrijheid. Ze mochten naar het dorp gaan en ze mochten nog op familiebezoek gaan. De Duitsers gingen ervan uit dat ze wel terug zouden komen uit angst voor represailles. Later werd die bewegingsvrijheid ingetrokken. Een aantal Joden wist te ontsnappen, onder meer door zich tussen de melkbussen van Dieks Knobben te verstoppen. De familie mocht de dwangarbeiders toen nog om de week bezoeken, waarbij ze een half uur met elkaar mochten praten. Verder was alles afgescheiden door grote hekken.
In heel Nederland waren in 1942 ongeveer 50 werkkampen, waarvan er 10 in Overijssel waren, en zelfs 13 in Drenthe. Op 3 oktober 1942, de grote Joodse feestdag Grote Verzoendag, werden deze kampen leeggehaald; aan de bewoners werd verteld dat het om gezinshereniging ging, maar de trein ging naar Westerbork. Vanuit Kamp De Vecht werden 192 Joden afgevoerd naar Westerbork. Ze liepen naar het station en gingen daarna per trein via Zwolle naar Westerbork. Ook hun familieleden, die vaak nog in het Westen woonden, werden die dag opgepakt en gedeporteerd. De familiehereniging was van korte duur: vanaf Westerbork werden enkele dagen later ruim 12.000 mensen naar Auschwitz.

### Evacués
Na het vertrek van de Joden werd het kamp gebruikt voor evacués die vanwege de woningnood in het Westen opgevangen moesten worden. Een deel van de huizen in het Westen was door oorlogsschade onbewoonbaar, maar ook werden bewoners die aan de kust woonden door de Duitsers weggestuurd omdat zij in het Sperrgebiet woonden of omdat de Atlantikwall gebouwd moest worden.

### Woningnood
Na de oorlog dienden de barakken voor tijdelijk onderdak van mensen uit Dalfsen. In 1951 werd het kamp afgebroken.
Journalist Ben Kloosterman heeft de geschiedenis van dit kamp onderzocht. Bij de voormalige ingang van het kamp aan de Rechterensedijk werd in 2011 een informatiebord onthuld.